# Affaire Lionel Floury
L'affaire Lionel Floury, du nom de la victime, est une affaire criminelle française qui débute le 23 septembre 2011 au Branféré, un lieu-dit de la commune de Glénac, dans le Morbihan, lorsque Lionel Floury subit une tentative de meurtre au couteau et à la barre de fer après avoir voulu secourir sa femme, Murielle Floury née Couret, prétendument victime d'une crevaison sur la route,,.
Sorti de l'hôpital après trois jours de coma, il est la victime de ce qui s'avèrera être une cinquième tentative de meurtre, par empoisonnement aux benzodiazépines. La coïncidence conduit les enquêteurs à découvrir que Murielle Floury tentait ainsi de longue date d'assassiner son mari en utilisant comme complice son amant Patrice Pluot et comme homme de main Jean-Sébastien Thomas, le petit ami de sa fille,,,.

## Les faits
Dans la nuit du 23 septembre 2011, à Glénac, Lionel Floury reçoit un appel de sa femme qui lui dit être en panne au lieu-dit du Branféré à la suite d'une crevaison. Lionel se rend sur les lieux de l'incident et, alors qu'il change la roue, il reçoit plusieurs coups de barre de fer dans le dos, suivi de sept coups de couteau à la carotide, à l'œil, aux poumons et à la gorge. Son agresseur s'enfuit. Lionel Floury est admis vers 23 h 30 à l'hôpital de Redon. Son pronostic vital étant engagé, il est transféré dans une unité de soins intensifs à l'hôpital de Pontchaillou à Rennes,.

## Début de l'enquête

### Audition de Murielle et de sa fille Alizée
Pendant l'hospitalisation de Lionel, dès le lendemain son épouse Murielle accompagnée par sa fille Alizée (issue d'une première union) sont entendues par la gendarmerie. Murielle dit ne pas connaître d'ennemi à son mari et ne pouvoir reconnaître l'agresseur qui portait une capuche. Elle affirme avoir emprunté cette route pour reconnaître le chemin qu'elle devra prendre prochainement pour accompagner sa fille en boîte de nuit. Alizée confirme cette version des faits,.

### Précédents
Une recherche dans les fichiers informatiques de la gendarmerie renseigne les enquêteurs sur les dépôts de plainte de Lionel Floury consécutifs à trois sabotages de sa voiture de fonction, touchant le système ABS, les pneumatiques, puis la boulonnerie du véhicule. Les enquêteurs privilégient donc la thèse intentionnelle concernant cette nouvelle tentative de meurtre,.

### Auditions de Lionel Floury et de son père
Trois semaines après son admission, Lionel Floury sort de l'hôpital et se rend à la gendarmerie. Face aux enquêteurs ainsi qu'au procès il qualifiera le comportement de son agresseur comme celui d'un "singe en furie"  agrippé à son dos. Il déclarera ne pas se connaître d'ennemi mais soupçonner le mari d'une ex-maîtresse. Ce dernier, au courant de la relation, avait sommé Lionel d'y mettre un terme, suivi d'effet. L'homme est toutefois rapidement disculpé grâce à sa téléphonie mobile. Durant l'entretien, Lionel avoue que sa femme est atteinte de leucémie. Dans ces conditions, ils ne peuvent plus avoir de relations sexuelles, d'où l'adultère,,.
Le père de Lionel contacte lui-même la gendarmerie pour être entendu. Pendant son audition, il indique soupçonner Murielle, sans avoir d'autre argument que son propre ressenti. Faute de preuve, les gendarmes ne donnent pas suite,.

## Tentative d'empoisonnement
Lionel reprend assez rapidement son travail de routier consistant à visiter les établissements d'une chaîne de restauration, bien que les séquelles de son agression se fassent toujours sentir. Jours après jours, cependant, il ressent de plus en plus la fatigue, jusqu'à parfois ne pas pouvoir se rendre au travail. Il commence à avoir des problèmes de coordination, à ne plus pouvoir utiliser des couverts pour se nourrir. Il tente tout de même d'utiliser sa voiture dans le cadre de son travail et à cause d'une phase de somnolence manque d'avoir un accident en heurtant une glissière de sécurité sur l'autoroute entre Rennes et Laval,.
Son état empire les jours suivants : il ressent le besoin de dormir constamment, ne peut plus se nourrir par lui-même et a des problèmes d'élocution. Ses enfants l'incitent à se rendre dans un hôpital psychiatrique, où une prise de sang révèle la présence d'une dose de benzodiazépine seize fois supérieure à la normale,,. Il reste à l'hôpital quelques jours, le temps nécessaire pour évacuer une telle quantité de cette substance.
En fin de semaine, il reçoit l'autorisation des médecins de passer le week-end de réveillon de fin d'année chez lui. À son retour à l'hôpital, le dimanche 1er janvier 2012 au soir, une nouvelle prise de sang montre que son taux de benzodiazépine a doublé pendant ce court séjour chez lui,.

## Poursuite de l'enquête

### Écoutes téléphoniques de Murielle
À la suite de ces événements, Murielle est placée sur écoute téléphonique. Les gendarmes découvrent qu'elle n'est pas atteinte de leucémie, prétexte inventé pour ne plus avoir de relations sexuelles avec son mari. Ils découvrent également qu'elle apprécie les soirées en boîte de nuit, où elle consomme de fortes doses d'alcool. Ils apprennent enfin qu'elle est enceinte de son amant, Patrice Pluot,.
L'enquête mène alors à découvrir que le téléphone portable de Patrice se trouvait sur les lieux de l'incident du pneu crevé de Murielle, et de l'agression de son mari venu la secourir.
Le 16 mars 2012, Murielle et Patrice sont interpellés puis auditionnés à la gendarmerie. Patrice affirme alors avoir été avec Alizée dans un bistrot à La Gacilly au moment où il reçoit un appel de Murielle à la suite de l'agression de son mari. Il se sera alors rendu sur les lieux.

### Enquête sur Facebook
Les gendarmes se rendront sur le profil Facebook de Murielle. Il y découvrent que, pendant le séjour de Lionel à l'hôpital, elle organisait des soirées chez eux avec son amant, sa fille Alizée, et le petit ami de sa fille, Jean-Sébastien, soirées immortalisées par des photos postées sur le réseau social,.
Il est aussi avéré que, durant le week-end de réveillon où Lionel était rentré chez lui, Murielle avait invité son amant chez eux en le présentant comme un ami.

### Nouvelle audition d'Alizée
Alizée se présente à la gendarmerie pour avouer avoir menti : à la suite de l'agression de Lionel, c'est sa mère qui lui avait demandé de raconter qu'elle était partie reconnaître le chemin de la boîte de nuit. Alizée avoue que sa mère n'avait pas besoin de reconnaître cet itinéraire, car elle le connaissait déjà.
Alizée explique aussi que, si elle se trouvait effectivement au bistrot à La Gacilly le soir de la crevaison et de l'agression de Lionel, elle était en compagnie de son petit ami Jean-Sébastien et de Patrice. À un moment, ils sont partis tous les deux. Elle explique que, depuis ce jour, son petit ami est devenu nerveux et violent. Enfin, elle avoue avoir entendu Patrice tenir des propos à Murielle l'invitant à mettre quelque chose dans le thé de Lionel « pour être tranquille ».
L'enquête concernant le téléphone portable de Jean-Sébastien établit alors qu'il se trouvait sur les lieux de l'incident de la crevaison le soir de l'agression de Lionel.

### Audition de Jean-Sébastien Thomas
Interrogé, Jean-Sébastien avoue être l'auteur de l'agression à la barre de fer et au couteau sur Lionel. Murielle lui avait proposé 50 000 € pour tuer son mari.
Par la suite, Murielle avoue avoir organisé les quatre tentatives de meurtre. Elle explique ne pas vouloir divorcer et désirer que son mari disparaisse. Elle avoue avoir donné des anxiolytiques à son mari et explique son geste en accusant son mari de violences conjugales. Or, l'enquête de personnalité et de voisinage démontre que Lionel n'a jamais été violent, ni envers ses enfants, ni envers sa femme.
Quant à Patrice, il dit n'avoir fait que récupérer Jean-Sébastien sur les lieux du crime. Toutefois, il est démontré que Patrice a aussi fourni le couteau à Jean-Sébastien, un couteau dont ils se sont débarrassés par la suite sur la route en le jetant par la fenêtre de la voiture.

### Enquête liée aux comptes bancaires
L'étude des comptes bancaires démontre que Murielle était dépensière et dépensait l'argent des comptes épargne du couple,.
De plus, il a été avéré, que pendant le séjour de son mari à l'hôpital, elle a souscrit un crédit auprès de sa banque en imitant la signature de son mari : l'objectif consistait à obtenir le remboursement du crédit via l'assurance-décès liée au contrat de crédit.
Enfin, cette assurance-décès étant celle de l'employeur de son mari routier, celle-ci prévoyait le versement d'une somme de 1 032 000 € en cas d'accident survenu sur la route, par exemple après un choc avec une glissière de sécurité, un problème technique lié à l'ABS du véhicule, une crevaison, ou à des boulons dévissés.

## Procès
Le procès s'ouvre le 13 mai 2014 devant les assises de Vannes. Murielle est poursuivie pour avoir tenté d'assassiner son mari à cinq reprises.
Murielle déclare ne plus être en couple avec Patrice, lui découvrant la rupture à cet instant. De plus, au cours du procès on découvre que la vie de Patrice est celle d'un ancien SDF, tombé amoureux fou de Murielle en août 2011 et ayant ainsi accepté de l'aider lorsqu'elle le lui a demandé.
Jean-Sébastien, lui, était une personne démunie, un homme attiré par l'argent qui a cédé aux 50 000 € proposés par Murielle. C'est à cet instant qu'Alizée découvre que son petit ami avait été payé par sa mère pour tuer Lionel.
Murielle, quant à elle, était suivie par les services sociaux qui envisageaient de lui retirer la garde de ses enfants pour cause de défaillance dans ses devoirs de mère,.
Verdict :
- Murielle Couret est condamnée à 20 ans de réclusion criminelle pour avoir commandité l'assassinat[2],[3] ;
- Jean-Sébastien Thomas est condamné à 12 ans de prison pour avoir porté les sept coups de couteau[11] ;
- Patrice Pluot est condamné à 10 ans de prison pour complicité[11].

Le procès en appel s'est tenu à la cour d'assises de Rennes et a confirmé les trois condamnations .

### Médiagraphie

#### Articles de presse
- Rennes: «J’étais un mort-vivant», témoigne l'homme victime de multiples tentatives d’assassinat par sa femme - 20 Minutes
- Bretagne: Une femme jugée pour avoir tenté d'assassiner son mari à cinq reprises - 20 Minutes
- Elle reconnaît avoir voulu assassiner son mari - Ouest France
- L'argent au cœur de la tentative d'assassinat - Ouest France
- De lourdes peines pour la tentative d'assassinat - Ouest France
- Assises de Rennes : sa femme voulait le tuer à tout prix" - Le Parisien

#### Documentaires télévisés
- « L'affaire Floury : la victime n'a rien vu venir » (premier reportage) le 21 janvier 2015 dans Enquêtes criminelles : le magazine des faits divers sur W9.
- « Affaire Lionel Floury : qui veut la peau du mari idéal ? » (premier reportage) le 16 septembre 2017  dans Chroniques criminelles sur TFX.
- « Pour l'amour et pour le fric » (premier reportage) dans « Amour, argent et trahison » le 1er octobre 2020 dans Héritages sur NRJ 12.
- « Affaire Floury : Il n'a rien vu venir, l'amour est aveugle » (reportage Canal +)

#### Émissions radiophoniques
- Deux émissions Hondelatte raconte sur Europe 1 :
  - le 18 mai 2018 : L’affaire Floury : crime d’amour, crime de haine
  - le 27 juin 2021 : [Hondelatte raconte - L’affaire Floury : crime d’amour, crime de haine - 18/05/18]
- « L'heure du crime » le 23 mai 2017 sur RTL

#### Site internet
- Jacques Ronny, « Lionel Floury, l'homme que sa femme voulait tuer pour des millions d'euros, témoigne après 9 ans », sur amomama.fr, 19 novembre 2020 (consulté le 15 novembre 2023)
- https://www.closermag.fr/vecu/faits-divers/il-ne-se-doutait-de-rien-mais-sa-femme-voulait-le-tuer-a-tout-prix-1196925

#### Vidéos Youtube
- Hondelatte Raconte : L'affaire Floury (Récit intégral) - Chaîne Youtube Europe 1
- Affaire Floury : Il n'a rien vu venir, l'amour est aveugle - Canal Crime (Canal +)